# Mont Aibetsu
Le mont Aibetsu (愛別岳, Aibetsu-dake) est une montagne située dans le groupe volcanique Daisetsuzan des monts Ishikari en Hokkaidō au Japon.